# S/S Karö
S/S Karö var en tidigare svensk ångslup för huvudsakligen persontransporter åt Ronneby Ångslups AB på Ronnebyån med slutdestination vid Karön i Blekinge skärgård. Fartyget levererades år 1905 till Ronneby Ångslups AB och gick där i trafik fram till 1939 då det såldes till sjökapten D. Andersson i Karlshamn. Året efter, det vill säga 1940, såldes fartyget på nytt till K. P. Svenssons trafikföretag som döpte om fartyget till Hasslö som även blev fartygets nya hemmahamn. Efter att K. P. Andersson avlidit ombildades företaget 1960 till aktiebolag och en tid senare såldes fartyget till Hästövarvet år 1968. Det var vid detta ägobyte som S/S Karö byggdes om till fritidsbåt varpå fartyget såldes på nytt 1979 men då till en privatperson. Fartyget döptes då om till Blida, vilket inte bör förväxlas med S/S Blida som ingått i samma flotta som S/S Karö. Det omdöpta fartyget såldes tillbaka till Hästövarvet redan 1980 varpå en ny privatperson köpte fartyget år 2000 och fartyget baserades då i Stockholm. Fartyget bytte ägare återigen 2001, 2009 och 2012. Sedan 2017 har fartyget sin hemmahamn i Trosa.

## Modernisering och ombyggnad
Den första större moderniseringen av S/S Karö skedde 1949 då fartygets ångmaskin från Ljunggrens byttes ut mot en tvåcylindrig Bolinder-Munktell på 50 hk. Motorbytet innebar på detta sätt ett byte från eldning med fast bränsle till drift med flytande bränsle. Nästa större förändring skedde 1968 då fartygets renoverades och dess överbyggnad byggdes om vid Hästövarvet i samband med att fartyget blev fritidsbåt. Förändringen av överbyggnaden innebar att fartygets dimensioner förändrades till en längd över allt på 16,7 meter samt en största bredd på 4,05 meter. Det vaf genom denna ombyggnad som nettodräktigheten blev 25 registerton.

### Digitala källor
- Riksantikvarieämbetet om S/S Karö
- Sjöhistoriska museet om S/S Karö
- Skärgårdsbåtar.se om S/S Karö